# Lepturacanthus pantului
Lepturacanthus pantului és una espècie de peix pertanyent a la família dels triquiúrids.

## Descripció
- Pot arribar a fer 92 cm de llargària màxima (normalment, en fa 40).
- Cos molt allargat, comprimit i de color blau acer amb reflexos metàl·lics quan es viu (esdevé gris platejat quan és mort).
- 3 espines i 121-131 radis tous a l'aleta dorsal i 2 espines i 74-84 radis tous a l'anal.
- Aleta anal reduïda a una única espina i 74-84 espínules.
- Absència d'aletes pèlviques i caudal.
- La línia lateral corre més a prop del contorn ventral del cos que del dorsal.[6][7]

## Alimentació
Menja una gran varietat de peixets i crustacis (com ara, gambes, Harpadon nehereus i Trichiurus).

## Hàbitat
És un peix d'aigua marina i salabrosa, bentopelàgic i de clima tropical (21°N-5°N, 76°E-87°E) que viu entre 0-80 m de fondària.

## Distribució geogràfica
Es troba a l'Índic: la costa oriental de l'Índia des de l'estuari del riu Hugli fins al golf de Mannar.

## Observacions
És inofensiu per als humans i es comercialitza fresc i en salaó.